# Gli amici del drago
Gli amici del drago è un  film del 1978, diretto da Al Adamson. È una storia di ambientazione fantascientifica.

## Trama
Il professore Mason ha inventato un potente congegno desiderato da alcuni esponenti della malavita: una bomba ghiaccio. Egli si uccide per non consegnare il suo prodotto ma un suo assistente fugge con i piani che Mason aveva impresso prima in un microfilm e poi impiantato dentro una sua tempia. L'investigatore Ash, esperto di arti marziali indagherà sul caso.